# Bretschneideraceae
Bretschneideraceae é o nome botânico de uma família de plantas dicotiledóneas.
No sistema de Cronquist apenas é incluída uma espécies nesta família: Bretschneidera sinensis. É uma árvore originária do Leste da Ásia.
No sistema APG II, esta família é opcional: alternativamente, esta espécie pode ser colocada na família Akaniaceae.
No sistema APG III e no sistema Angiosperm Phylogeny Website esta família não existe ; o género está incorporado na família Akaniaceae.
Na classificação clássica a circunscrição é a seguinte: divisão Magnoliophyta, classe Magnoliopsida, subclasse Rosidae e ordem Sapindales.